# 아르민 하리

아르민 하리(Armin Hary, 독일어 발음: [ˈaʁmiːn ˈhaːʁi], 1937년 3월 22일 ~ )는 1960년 올림픽 100미터 달리기에서 우승한 독일의 은퇴한 단거리 달리기 선수이다. 1928년 캐나다의 퍼시 윌리엄스(Percy Williams)가 금메달을 딴 이후 이 대회에서 우승한 최초의 비미국인이었으며, 1924년 해럴드 에이브럼스(Harold Abrahams) 이후 최초의 비북미인이었고, 10.0초 안에 100미터를 달린 최초의 남자이자 마지막 백인이었다. 이로써 100미터 달리기에서 세계 신기록을 세웠다.